# Glenn Hysén
Glenn Ingvar Hysén, född den 30 oktober 1959 i Biskopsgården i Göteborg, är en svensk före detta professionell fotbollsspelare (mittback). Med två vunna Guldbollar och sammanlagt 68 landskamper var han en av Sveriges största spelare under 1980-talet.
Förutom lagkapten i landslaget och proffsspel i bland annat Liverpool var Hysén också en förgrundsgestalt i det IFK Göteborg som under 1980-talet dominerade svensk fotboll.
Efter den aktiva karriären har Hysén arbetat som expertkommentator och fotbollstränare men också figurerat i diverse TV-sammanhang såsom danstävlingen Let's Dance och dokusåpan Farmen VIP.

## Biografi

### Familj och unga år
Hysén växte upp på Hisingen i Göteborg tillhörande familjen Hysén med fotbollsspelare i flera generationer. Både farfar Erik Hysén och dennes bror Carl Hysén spelade i IFK Göteborg medan Glenns far, Kurt Hysén, gjorde några matcher i IFK:s B-lag. Glenns föräldrar inspirerades till sonens namn av Glenn Miller och han har en tvillingsyster, Carina.
Hyséns far var chaufför på Emil Lundgrens El och hans mamma Elvy (bägge födda 1934) var hemmafru och dagmamma. Hysén valde elteknisk linje på gymnasiet och gjorde sin praktik som elektriker på Emil Lundgrens el där hans far arbetade. Han arbetade sedan där fram tills han blev proffs 1983. Under uppväxten fanns också tankar på att bli brandman. Militärtjänsten gjorde han på numera nedlagda KA 4 i Göteborg.

### Spelarkarriär

#### Genombrott i IFK
Glenn Hysén fick sin fotbollsfostran i Göteborgsklubben IF Warta där han efter mycket träning avancerade till att bli juniorlandslagsspelare. 18 år gammal värvades han inför säsongen 1978 till IFK Göteborg som då nyligen gjort comeback i högsta serien. Under det första året, då IFK slutade på en tredjeplats i Allsvenskan, spelade han mest i B-laget innan den allsvenska debuten kom i maj 1979 mot IFK Norrköping. Från och med detta år, med nya tränaren Sven-Göran Eriksson, tog Hysén stora kliv i sin utveckling och växte ut till en stabil mittback som fick stort förtroende.

#### SM-guld, Uefacupsegrar och proffsspel
14 maj 1981 debuterar Hysén i det svenska landslaget mot Danmark. Efter en andraplacering i Allsvenskan 1981 föll allt på plats 1982, då IFK och Hysén segrade i allt man ställde upp i. Man vann som första svenska klubb Uefacupen efter finalseger över Hamburger SV, liksom Svenska cupen och senare på hösten också SM-guldet efter seger över Hammarby i finalmatcherna.
1983 vann IFK Göteborg ånyo Svenska Cupen och ett nytt SM-guld, nu med Hysén som lagkapten. Han tilldelades Guldbollen som Sveriges bästa fotbollsspelare och samma höst värvades han till nederländska PSV Eindhoven. Hysén värvades som mittback, men fick istället spela höger- eller vänsterback, släpande mittfältare, eller anfallare, och till slut hamna på bänken för att han inte var tillräckligt konkurrenskraftig som anfallare. Om Hysén någon gång haft stukat självförtroende så var det sista tiden i PSV.
Sommaren 1985 återvände han till IFK Göteborg. Där var han med om att ta klubben till semifinal i Europacupen 1986 mot FC Barcelona. IFK Göteborg vann första matchen med 3–0. Men Hysén missade returmatchen och låg sjuk hemma i Göteborg med vattkoppor, då de åkte ut på straffar.
Men IFK Göteborg tog en ny Uefacup-triumf mot Dundee United 1987 innan Hysén på sommaren gick till italienska Fiorentina där han återförenades med tränaren Sven-Göran Eriksson. Enligt Eriksson skulle Hysén ersätta världsmästarbacken Daniel Passarella. I laget fanns även en ung Roberto Baggio. I sin andra ligamatch 20 september 1987 hjälpte Hysén sitt Fiorentina att hålla nollan och vinna på San Siro mot blivande mästarna AC Milan, som hade stora stjärnor som Gullit och van Basten. Hysén gjorde också ett mål i Serie A mot Pescara 1 november 1987. Men Hysén trivdes inte riktigt bra i Italien, och saknade laganda och gemenskap i laget, men umgicks bl.a. med den gamla IFK Göteborg klubbkamraten Johnny Ekström som då spelade i Empoli.

#### Storspel på Wembley, proffs i Liverpool
19 oktober 1988 under en VM-kval match till VM 1990, mötte Sverige England på Wembley Stadium. Hysén var kvällen igenom dominant och med sitt mittbacksspel räddade han ensam Sverige från en förlust i matchen som slutade 0–0. I Sveriges båda största kvällstidningar, Aftonbladet och Expressen, belönades han med betyget 6 – av 5 möjliga. Prestationen fick stort utrymme i media och inte minst i England där löpsedlarna utropade 'ENGLAND vs. HYSEN'.
Följdriktigt fick Hysén under hösten 1988 sin andra Guldboll som Sveriges bästa fotbollsspelare.
Både Manchester United med tränaren Alex Ferguson och Liverpool visade därefter stort intresse för svensken och erbjöd kontrakt. Det blev Kenny Dalglish och Liverpool som vann dragkampen och Hysén hamnade nu i en av världens mest kända klubbar. Hans debut för klubben, den 12 augusti 1989 på Wembley Stadium mot Arsenal i välgörenhetsmatchen FA Charity Shield, blev lyckad då han efteråt belönades med utmärkelsen "Man of the Match". 12 september 1989 gjorde han sitt första mål i England i Liverpools 9–0-seger mot Crystal Palace. Hysén bildade hela säsongen ett stabilt mittbackspar med lagkaptenen Alan Hansen och han blev redan under sin debutsäsong första svensk att vinna Engelska ligan, år 1990.
Svenska fotbollslandslaget hade, efter många års missade kval, tagit sig till ett stort fotbollsmästerskap. Men VM 1990 blev en stor besvikelse då man åkte ut redan i gruppspelet. Som lagkapten missade Hysén första gruppspelsmatchen mot Brasilien men spelade halvskadad i förlustmatcherna mot Skottland och Costa Rica. Den sista landskampen kom sedan på hösten i en träningsmatch 10 oktober 1990 mot Västtyskland.
Säsongen 1990/91 i Liverpool var Hansen skadad och Hysén fick i fler än tjugo matcher äran att ta på sig lagkaptensbindeln. Säsongen slutade med en andraplats i ligan efter Arsenal, där Anders Limpar spelade.
I februari 1991 avgick Kenny Dalglish, och under den nya, hårdföra tränaren Graeme Souness fick Hysén allt mindre speltid. Han fick bara starta i 4 ligamatcher sista säsongen. 22 februari 1992 spelade Hysén   sin sista match för Liverpool, i en 0–3-förlust mot Norwich City.

#### Cirkeln sluts i GAIS
Hyséns fotbollsresa slöts därefter när han återvände till Sverige och Gais. Det blev en skadefylld säsong då laget åkte ur  Allsvenskan, och en säsong i Division 1 Södra 1993. Det blev sedan bara 6 matcher i Gais 1994 innan han lämnade elitfotbollen och varvade ned i Skogens IF.

### Efter spelarkarriären

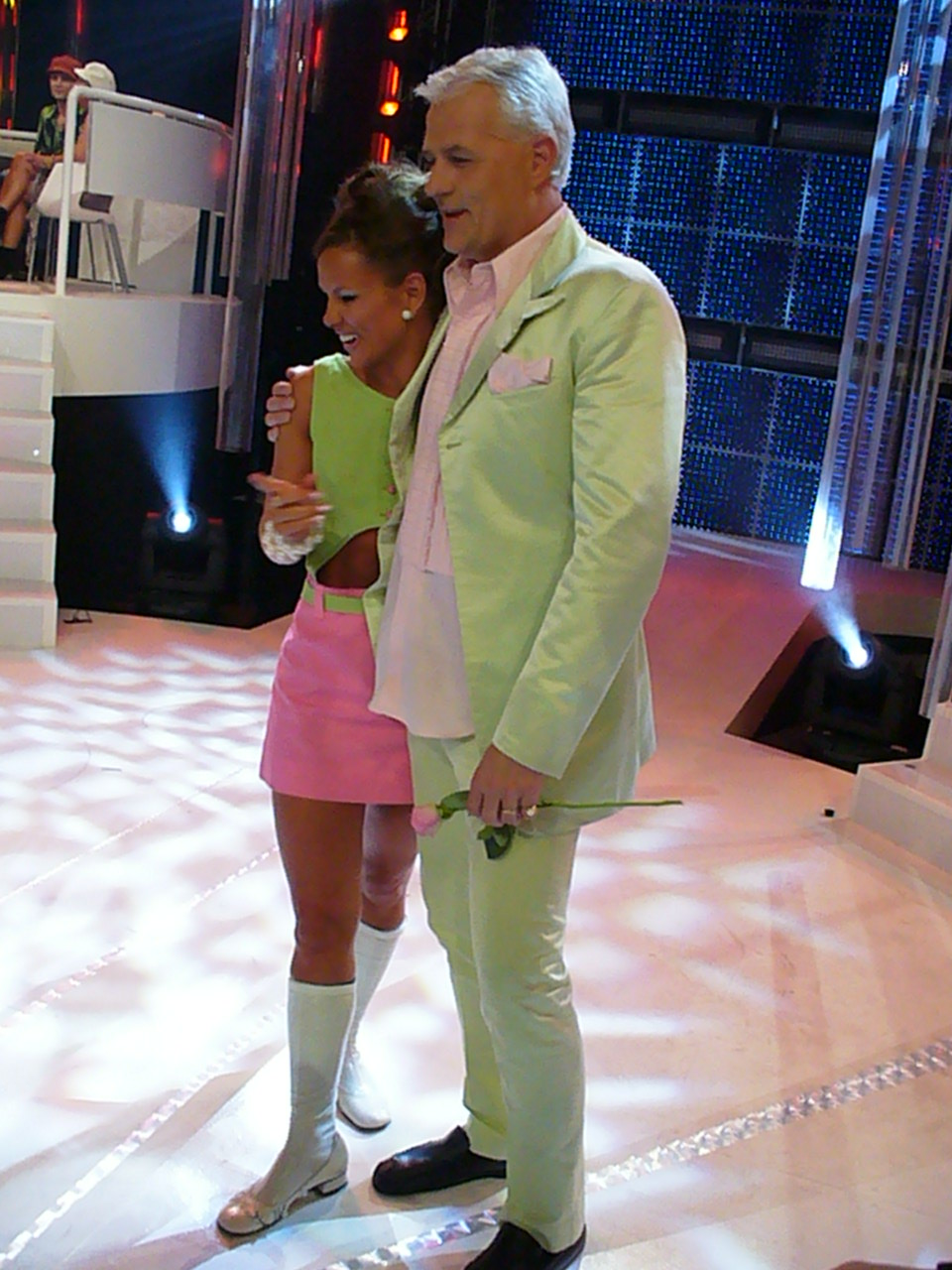
Hysén med Linda Bengtzing i TV-programmet Rampfeber.

#### Expertkommentator
Från 1992 och fram till maj 2009 arbetade Hysén som expertkommentator för TV3 och senare Viasats kanaler (TV6, Viasat Sport-kanalerna och TV3). Allt som oftast som bisittare till Henrik Strömblad (tidigare Lasse Kinch och Åke Unger) direkt på matcharenan. Vid varje sändning utsåg Hysén tre kandidater till "matchens bästa spelare". Hysén var från år 2006 och några säsonger framåt, också nu tillsammans med Henrik Strömblad, svensk kommentator i EA Sports FIFA-spel.

#### Underhållningsprogram i TV
Hysén tävlade i par med Linda Bengtzing i TV-programmet Rampfeber under våren 2006 och han blev under samma år besjungen i Micke Syds sång "Du och jag och Glenn Hysén". Han var 2011–12 med som jurymedlem i varje avsnitt av musikprogrammet Copycat Singers. Säsongen 2014 medverkade Hysén i TV-programmet Let's Dance, efter att ha tackat nej till tidigare deltagande.
År 2017 var han med i ett avsnitt av Saltön på SVT.
År 2018 deltog Hysén i TV4:s Farmen VIP där han tog sig till final. Väl där besegrade han Yvonne Ryding och kammade hem vinstsumman på 200 000 kronor. Hela summan skänkte han sedan till Bris (Barnens rätt i samhället).

#### I Pride-rörelsen
På Stockholm Pride 2007 var Hysén invigningstalare tillsammans med idrottsminister Lena Adelsohn Liljeroth. Valet av Hysén till invigningstalare visade sig vara kontroversiellt, framför allt för att han vid ett tillfälle när han fredat sig mot sexuellt ofredande på en toalett påstås ha använt mer våld än nöden krävde. Valet har emellertid försvarats av andra som tycker att Hyséns gärningar var fullt rimliga under rådande omständigheter. Det tal som Hysén kom att hålla handlade bland annat om hur svårt det var för homosexuella att träda fram inom fotbollen. Först senare kom det fram att han bland andra syftat på sin fotbollsspelande son Anton, som i mars 2011 trädde fram som homosexuell.

#### I reklamsammanhang
Sedan 2014 har Hysén varit "ambassadör" för spelbolaget Unibet samt städföretaget Sverige & Co.

#### Tränarkarriär

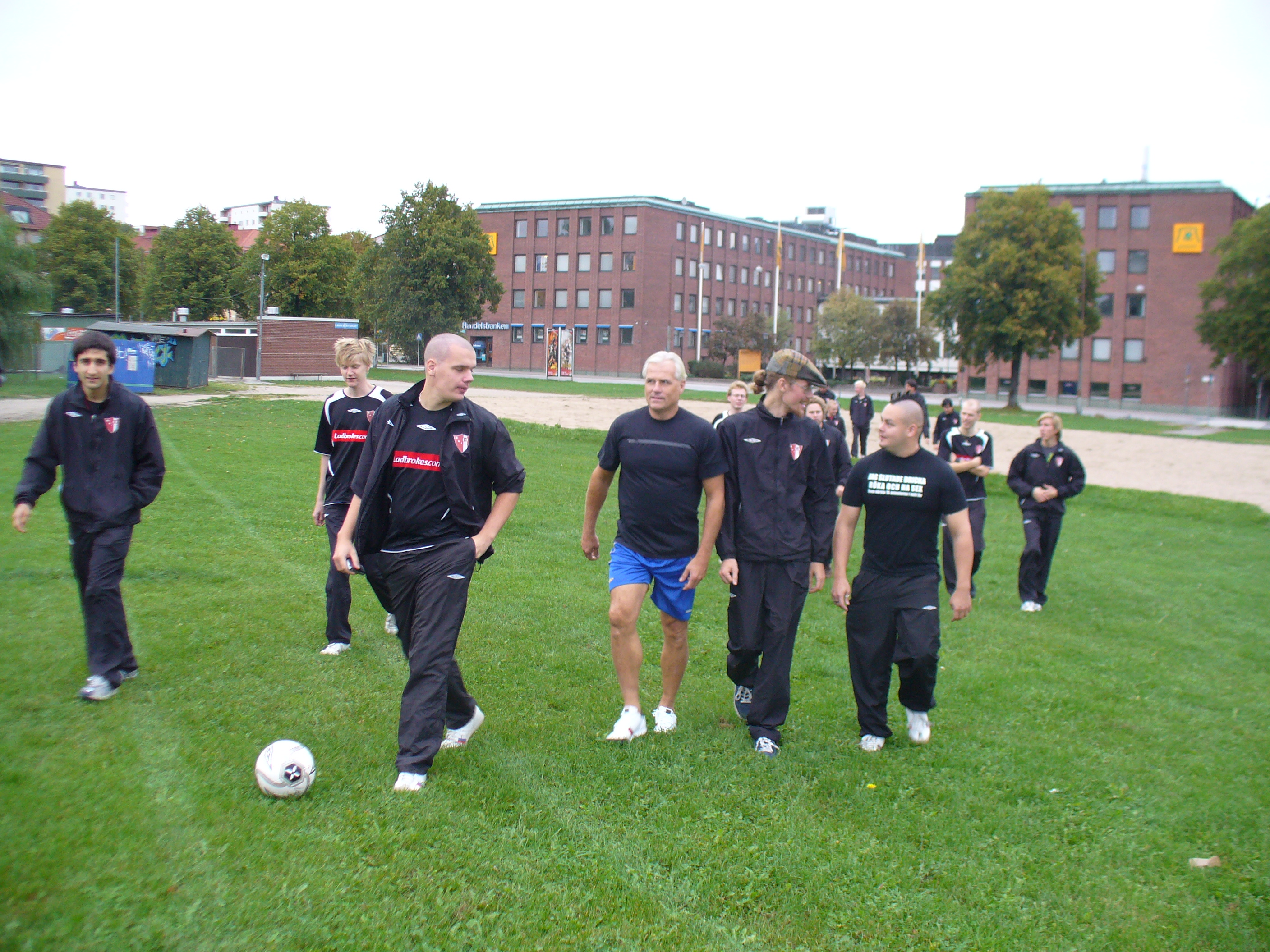
Hysén med sina elever i TV-programmet FC Z.

Hysén har varit assisterande tränare för Torslanda IK, tränare för TV-fotbollslaget FC Z och i november 2010 presenterades han som huvudtränare för Utsiktens BK, då hemmahörande i Division 1 södra, tillsammans med Thomas Heed.

## Familj och relationer
Hysén är far till fotbollsspelarna Tobias Hysén, Alexander Hysén och Antonio Hysén. Han har även två döttrar: Charlotte och Annie. Tobias och Charlotte är från äktenskapet med Kerstin Mellbin och Alexander, Anton och Annie är från äktenskapet med Helena Hysén med vilken Glenn Hysén var gift 1987–2011.
Han var ett halvår 2014–2015 förlovad med Therese Skoglund.
Glenn Hysén bor idag (2020) i stadsdelen Olskroken i Göteborg med frun Camilla Lendott som han gifte sig med 2019.

## "Alla heter Glenn i Göteborg"
Under Hyséns tid i IFK Göteborg i början av 1980-talet fanns det samtidigt tre andra Glenn i klubben: Glenn Schiller, Glenn Strömberg och Glenn Holm. Som en skämtsam nidvisa började Hammarbyklacken under en av SM-finalerna 1982 med en viss melodisk rytm skandera att "Alla heter Glenn i Göteborg, alla heter Glenn i Göteborg...". Ramsan överlevde samtligas karriärer och kunde höras på läktarna även under 2000-talet; men nu från IFK Göteborgs egna fans som sedan länge övertagit "nidvisan" och gjort den till en hyllning till nämnda forna spelare, klubben och dess glansdagar.

## Meriter

### Klubblag
IFK Göteborg
- Svensk mästare (3): 1982, 1983, 1987
- Svensk cupmästare (2): 1981/82, 1982/83
- Uefacupmästare (2): 1981/82, 1986/87

 Liverpool
- Engelsk mästare: 1989/90
- Charity Shield-mästare (2): 1989, 1990 (delad)

### Landslag
Sverige
- VM 1990

### Individuellt
- Guldbollen som Sveriges bästa fotbollsspelare (2): 1983, 1988
- Invald i Svensk fotbolls Hall of Fame 2007[40]
- Vinnare av Farmen VIP 2018